# David Rabe
David William Rabe (* 10. März 1940 in Dubuque, Iowa) ist ein US-amerikanischer Schriftsteller, Dramatiker und Drehbuchautor.

## Leben
David William Rabe wurde als Sohn von Ruth McCormick und William Rabe geboren. In seiner Heimatstadt besuchte er mehrere katholische Schulen und machte seinen Bachelor am katholischen Loras College. Sein anschließendes Theaterstudium an der Villanova University wurde 1965, während des Vietnamkrieges, durch seine Einberufung in die United States Army unterbrochen. Die letzten elf Monate seiner zweijährigen Dienstzeit bis 1967 verbrachte er in Vietnam. Nach seiner Rückkehr beendete er seinen Master im kreativen Schreiben an der Villanova. Mit seinem ersten Theaterstück Knüppel und Knochen, in dem er seine Vietnamkriegserfahrungen verarbeitete, gewann er 1972 einen Tony Award für das Beste Theaterstück. Das Stück wurde 1973 verfilmt und Rabe selbst konnte mit dem Drama Die Jagd nach dem Leben als Drehbuchautor debütieren. Es folgten weitere Filme wie Die Verdammten des Krieges, Die Firma und Hurlyburly, zu denen er das Drehbuch schrieb, wobei er mit Letzterem sein eigenes Theaterstück adaptierte.
Mit seiner ersten Frau Elizabeth Pan, die er 1969 ehelichte, hatte Rabe ein gemeinsames Kind. Auch mit seiner zweiten Frau Jill Clayburgh, mit der er von 1979 bis zu ihrem Krebstod im Jahr 2010 verheiratet war, hatte er zwei gemeinsame Kinder, darunter die Schauspielerin Lily Rabe.

## Werke
Theaterstücke
- 1971: Sticks and Bones (Deutsch: Knüppel und Knochen)
- 1972: The Basic Training of Pavlo Hummel
- 1973: In the Boom Boom Room
- 1976: Streamers (Deutsch: Die schreienden Adler)
- 1984: Hurlyburly
- 1987: Goose and Tomtom
- 1994: Those The River Keeps
- 1997: A Question of Mercy
- 2001: The Dog Problem

Romane
- 2000: Recital of the Dog
- 2005: A Primitive Heart
- 2008: Dinosaurs on the Roof

## Filmografie
- 1982: Die Jagd nach dem Leben (I’m Dancing as Fast as I Can)
- 1983: Windhunde (Streamers)
- 1989: Die Verdammten des Krieges (Casualties of War)
- 1993: Die Firma (The Firm)
- 1998: Hurlyburly